# Brandon Rhys-Williams
Brandon Meredith Rhys-Williams (ur. 14 listopada 1927 w Londynie, zm. 18 maja 1988) – brytyjski polityk i konsultant, w latach 1968–1988 członek Izby Gmin, poseł do Parlamentu Europejskiego I kadencji.

## Życiorys
Syn polityków Partii Liberalnej Rhysa Rhys-Williamsa i Juliet Rhys-Williams (matka przeszła później do torysów). Po śmierci ojca w 1955 odziedziczył rodzinną posiadłość Miskin Manor w Rhondda Cynon Taf. Kształcił się w Eton College i ukończył chemię w Bolton Technical College. Od 1946 do 1948 służył w Palestynie w ramach Welsh Guards (części British Army), dochodząc do stopnia lejtnanta. Pracował w przedsiębiorstwach konsultingowych, a także w Imperial Chemical Industries. Opublikował kilka książek na tematy polityczne, publikował również m.in. w „The Times”.
Działał w Partii Konserwatywnej, w 1968 wybrany w wyborach uzupełniających do Izby Gmin. Zasiadał w tej izbie aż do śmierci w 1988, od 1970 do 1972 oddelegowany do Zgromadzenia Parlamentarnego Rady Europy. W 1979 wybrany jednocześnie posłem do Parlamentu Europejskiego. Przystąpił do frakcji Europejscy Demokraci.
Od 1961 był żonaty z Caroline Foster, mieli syna i dwie córki. Zmarł wskutek białaczki.